# Chiara Perini
Chiara Perini (9 december 1997) is een wielrenner uit Italië. Ze rijdt sinds 2019 voor het UCI Women's Continental-team BePink.
In de vierde etappe van de Ronde van Italië voor vrouwen 2019 werd Perini derde.